# Sakijat Musa
Sakijat Musa – miejscowość w Egipcie, w muhafazie Al-Minja. W 2006 roku liczyła 8493 mieszkańców.